# 健康増進法
健康増進法（けんこうぞうしんほう、平成14年8月2日法律第103号）は、国民の健康維持と現代病予防に関する日本の法律である。
2002年（平成14年）8月2日公布。2003年（平成15年）5月1日施行。

## 概説
従来の栄養改善法（廃止）に代わるもので、第5章以降は栄養改善法の条文を踏襲している。第1章から第4章までは新たに設けられたものである。健康増進法で加わった条文では、「国民は…生涯にわたって…健康の増進に努めなければならない」とするなど、健康維持を国民の義務としており、地方自治体や医療機関などに協力義務を課しているなどの特徴がある。
平成13年に政府が策定した医療制度改革大綱の法的基盤とし、国民が生涯にわたって自らの健康状態を自覚するとともに健康の増進に努めなければならないことを規定した法律である。
2条は、国民は生涯にわたって健康の増進に努めなければならないとする。5条は、国、地方自治体、健康保険者、医療機関などに協力義務を課す。7条は、厚生労働大臣は国民の健康の増進のための基本的な方針を定めるとする。
健康増進法の主務官庁は厚生労働省である。消費者庁発足後は表示関係を同庁が所管している。

## 構成
- 第1章　総則（第1条―第6条）
- 第2章　基本方針等（第7条―第9条）
- 第3章　国民健康・栄養調査等（第10条―第16条の2）
- 第4章　保健指導等（第17条―第19条の4）
- 第5章　特定給食施設等
  - 第1節　特定給食施設における栄養管理（第20条―第24条）
  - 第2節　受動喫煙の防止（第25条）
- 第6章　特別用途表示等（第26条―第33条）
- 第7章　雑則（第34条・第35条）
- 第8章　罰則（第36条―第40条）
- 附則

## 内容

### 健診事業
本法により、従来の老人保健法に基づく健康診断事業は廃止された。代わって、65歳以上を対象にした介護予防健診が2006年度（平成18年度）から開始され、市町村の新しい義務として特定高齢者把握事業を行い、国の基準に該当するものに対して介護予防事業を行うことが定められた。
また、65歳未満の国民に対しては、2008年度（平成20年度）から特定健診事業が開始された。ここでは、腹囲が大きく血液検査に異常値を持つ者をメタボリックシンドローム該当者ないしは予備群として選び出すことと、これらの者に特定保健指導を行うことの2点を、健康保険者に義務づけている。

### 受動喫煙防止

#### 2003年施行の健康増進法
第25条では、多数の者が利用する施設の管理者に対し受動喫煙を防止するために必要な措置を講ずるよう求めていたが、当初は努力規定となっており、この条文に違反しても罰則はなかった。厚生労働省健康局長通知により、本条の制定趣旨、対象となる施設、受動喫煙防止措置の具体的方法を明示していたものの法的強制力はなかった。

#### 2020年施行の改正健康増進法
厚生労働省は2016年（平成28年）、東京オリンピック・パラリンピックに向けた受動喫煙対策を推進するため、全面禁煙を原則とする法的強制力をもった制度案をまとめた。当初案は、医療機関や学校は敷地内禁煙。官公庁やスタジアムは建物内禁煙。飲食店や事業所は建物内禁煙だが、喫煙室の設置は容認するという内容であった。
しかし、2017年（平成29年）2月の自民党厚生労働部会では、「非現実的だ」「五輪のためなら東京だけでやれ」と反対論が噴出。同年3月、厚生労働省はやむなくスナックやバーなど延床面積30平方メートル以下の小規模飲食店を原則禁煙の例外とする修正案を発表したものの、自民党たばこ議員連盟（たばこ議連）や超党派の愛煙家議員連盟「もくもく会」を中心とした反対派議員がこの修正案を断固拒否。厚生労働大臣の塩崎恭久は、職場の会合などで望まない受動喫煙（いわゆる「イヤイヤ受動喫煙」）を強いられる事例があることや、大学生・高校生もいるアルバイトや従業員の受動喫煙を防げない問題点を挙げ、分煙では不十分であることを説明したが、反対派議員は「分煙・喫煙」の表示を義務化すれば事足りるとして譲らなかった。結局、閣議決定ができない状態が続いたまま、第193回国会では健康増進法改正案の提出さえできずに自民党内だけで議論が終了した。
その後の内閣改造において、厚生労働大臣が財務省出身の加藤勝信に代わったことにより状況は一変。翌2018年（平成30年）7月の第196回国会において、原則禁煙の除外範囲を客先面積100平方メートル以下に拡大するなど、前回の案より大幅に規制緩和された法案が成立した。緩和後の法案の場合、55％程度の飲食店は規制の対象外となる。
2019年（令和元年）7月1日から一部施行され、学校や病院、行政機関の敷地などが原則禁煙となり、2020年（令和2年）4月1日の全面施行により、飲食店や職場などの屋内が原則禁煙となった。

なお、それより10年も前の2009年（平成21年）に日本初の受動喫煙防止条例を制定した神奈川県をはじめ、東京都や千葉市など、独自に受動喫煙防止条例を制定し、健康増進法より厳しい規制を設けている自治体もある。

### 特別用途表示、栄養表示基準
第26条からは、特定保健用食品（トクホ）制度を定めている。所管は消費者庁に移管された。